# 片桐貞照
片桐 貞照（かたぎり さだてる、天保10年5月9日（1839年6月19日） - 文久2年5月24日（1862年6月21日））は、大和国小泉藩の第10代藩主。
第8代藩主・片桐貞信の四男。通称は助作。官職は石見守。正室は内藤正義の娘。
天保14年（1843年）8月21日、兄で先代藩主の貞中が嗣子なく死去したため、その跡を継いだ。安政2年（1855年）8月15日、将軍徳川家定に御目見する。安政3年12月26日（1857年）、従五位下・石見守に叙任する。万延元年（1860年）3月11日、桜田門外の変の発生より、日比谷門番を解任、差控を命じられる。文久元年（1861年）10月7日、桜田門外の変に際し日比谷門の警備にあたっていた藩士、足軽を処分する。
文久2年（1862年）5月24日、死去した。
嗣子がなく、本庄道美の二男・貞利を養子に迎えたが、同年10月29日に死去した。貞利も嗣子がなかったため、同年12月、松平頼功（松平頼縄の弟）の長男が片桐貞篤として跡を継いだ。貞利は藩主としての在職期間が短く、叙任も無かったため、11代藩主として数えない。